# Arturs Zeiberliņš
Arturs Zeiberliņš (* 30. November 1897 in Riga; † 3. Mai 1963) war ein lettischer Radrennfahrer und nationaler Meister im Radsport.

## Sportliche Laufbahn
Zeiberliņš nahm an den Olympischen Sommerspielen 1924 in Paris teil. Bei den Spielen startete er im Sprint und schied beim Sieg von Lucien Michard bereits in seinem Vorlauf aus. Er bestritt auch mit dem Bahnvierer Lettlands die Mannschaftsverfolgung, sein Team wurde auf dem 7. Platz klassiert.
Zeiberliņš war 1921 nationaler Meister im Sprint.